# Associazione Calcio Perugia 1963-1964
Questa voce raccoglie le informazioni riguardanti l'Associazione Calcio Perugia nelle competizioni ufficiali della stagione 1963-1964.

## Stagione
Il Perugia disputò nell'annata 1963-1964 un campionato abbastanza anonimo, concluso al 12º posto del girone B della Serie C. In squadra si distinsero il giovane portiere Lamberto Boranga, l'attaccante Dante Fortini e l'altra punta Ilario Castagner; questo ultimo diede l'unica soddisfazione stagionale ai colori biancorossi, vincendo con 17 reti la classifica marcatori del girone.

## Divise
Anche nel 1963-1964 il Perugia sfoggiò come prima uniforme una classica maglia rossa, abbinata come da tradizione a pantaloncini bianchi e calzettoni rossi. Il secondo completo prevedeva l'identico disegno, ma a tinte invertite. Lo stemma del club, cucito all'altezza del cuore, vedeva il grifone rampante dipinto di rosso, e circoscritto in un particolare scudo bianco.
| Casa | Trasferta |

## Rosa

Ilario Castagner

| N. |                   | Ruolo | Calciatore         |
| -- | ----------------- | ----- | ------------------ |
|    | Italia (bandiera) | C     | Vittorio Baroncini |
|    | Italia (bandiera) | P     | Lamberto Boranga   |
|    | Italia (bandiera) | A     | Ilario Castagner   |
|    | Italia (bandiera) | A     | Giampaolo Cominato |
|    | Italia (bandiera) | P     | Angelo D'Aprile    |
|    | Italia (bandiera) | A     | Pietro Fiorindi    |
|    | Italia (bandiera) | A     | Dante Fortini      |
|    | Italia (bandiera) | C     | Roberto Franzon    |
|    | Italia (bandiera) | A     | Sergio Fusco       |
|    | Italia (bandiera) | C     | Eros Lolli         |

| N. |                   | Ruolo | Calciatore         |
| -- | ----------------- | ----- | ------------------ |
|    | Italia (bandiera) | A     | Benito Moratelli   |
|    | Italia (bandiera) | C     | Romano Morosi      |
|    | Italia (bandiera) | C     | Oriano Nenci       |
|    | Italia (bandiera) | D     | Sergio Nicchi      |
|    | Italia (bandiera) | A     | Giancarlo Roffi    |
|    | Italia (bandiera) | C     | Massimo Roscini    |
|    | Italia (bandiera) | D     | Gaudenzio Trentini |
|    | Italia (bandiera) | C     | Giovanni Troiani   |
|    | Italia (bandiera) | C     | Enzo Nicolini      |